# عضرفوط متلون (جنس)
عضرفوط متلون (الاسم العلمي: Trapelus)، جنس سحالي من فصيلة الحرذونيات، موطنه الشرق الأوسط. أنواعه 13.